# Presidenti del Partito per gli Animali
Questo è l'elenco dei presidenti del Partito per gli Animali.

## Elenco
| Presidente | Presidente            | Mandato                            | Note |
| ---------- | --------------------- | ---------------------------------- | --- |
|            | Marianne Thieme       | 28 ottobre 2002 – 29 novembre 2010 | Thieme era anche leader del partito. |
|            | Luuk Folkerts         | 29 novembre 2010– aprile 2015      | Dopo le dimissioni di Folkerts, il ruolo di presidente ad interim del partito è stato ricoperto dal leader del partito Thieme.                                                                                  |
|            | Floriske van Leeuwen  | 10 aprile 2016– 1° aprile 2019     | |
|            | Sebastiaan Wolswinkel | 1° aprile 2019– 15 ottobre 2019    | La presidenza di Wolswinkel terminò bruscamente quando fu espulso dal consiglio direttivo del partito dai membri rimasti.                                                                                       |
|            | Ruud van der Velden   | 28 giugno 2020– 14 settembre 2023  | Van der Velden ha ricoperto ad interim il ruolo di presidente del partito dopo l'espulsione di Wolswinkel, prima di essere nominato al successivo congresso del partito.                                        |
|            | Michiel Knol          | 25 settembre 2023– 25 marzo 2024   | Dopo che l'intero consiglio del partito si era dimesso, Knol guidò un consiglio ad interim per undici giorni prima che questo consiglio ricevesse un mandato dai membri per un periodo transitorio di sei mesi. |
|            | Zwanny Naber          | 25 marzo 2024– in carica           | |